# Ateleute spinipes
Ateleute spinipes är en stekelart som först beskrevs av Cameron 1911.  Ateleute spinipes ingår i släktet Ateleute och familjen brokparasitsteklar. Inga underarter finns listade.